# Maciats Aghavni
Maciats Aghavni (en arménien : Մասեաց աղաւնի, littéralement « La colombe du Massis ») est une revue mensuelle en langue arménienne fondée par Gabriel Aïvazovski (ou Aïvazian) et publiée entre 1855 et 1865.

## Historique
Maciats Aghavni est fondée en janvier 1855 par le père Gabriel Aïvazovski (1812-1880, frère d'Ivan Aïvazovski). Ce périodique, illustré de gravures et bilingue arménien-français, se donne pour objectif de promouvoir l'éducation culturelle, scientifique et morale du peuple,. Ainsi, il contient des articles de vulgarisation scientifique dans la veine de l'Encyclopédie, des poèmes ou encore une chronique de Paris. Comme le note Claire Mouradian, cette dernière, qui ne contient pas d'allusions politiques, est jugée par les historiens soviétiques comme le signe du fait que la revue est le porte-parole du courant « conservateur » de la diaspora arménienne de France face aux papiers plus progressistes publiés à la même époque par Stepan Voskan.
Dans le premier numéro, l'objectif de la revue apparaît clairement : « Ces réflexions nous ont inspiré l'idée de publier à Paris une revue mensuelle, écrite partie en français, et en plus grande partie en arménien. La partie arménienne répandra parmi les nationaux les connaissances sur lesquelles se fonde véritablement la civilisation européenne, c'est-à-dire la morale, les sciences nécessaires, les arts et métiers qui contribuent le plus au bien-être public et particulier. La partie française est destinée à entretenir les étrangers des monuments antiques, de l'actuel état de l'Arménie et de tout ce qui peut appeler l'attention sur cette intéressante nation ». Ainsi, outre la nécessaire éducation des Arméniens eux-mêmes, la revue cherche à faire connaître au reste du monde ce peuple et sa culture.
Maciats Aghavni est publiée à Paris entre 1855 et 1858. La publication fait ensuite une pause en 1859 puis reprend à partir de 1860 et ce jusqu'en août 1865 à Théodosie (Crimée). La dernière année, la revue est renommée Dziadzan (Ծիածան, littéralement « arc-en-ciel »).
Elle disparaît en août 1865.